# Paolo Fox
Paolo Fox (Roma, 5 febbraio 1961) è un astrologo e personaggio televisivo italiano.

## Biografia
Nasce a Roma, da padre pugliese e madre abruzzese, e fin da adolescente si appassiona all'astrologia e all'esoterismo, grazie alla nonna.
Nel 1987 viene notato da Paolo Villaggio, che lo invita come ospite in qualità di astrologo a un suo programma televisivo in onda su Odeon TV. A partire dal 1997, inizia a collaborare con Radio LatteMiele e Radio Deejay curando vari servizi astrologici e scrivendo articoli per magazine come DiPiù; nello stesso anno iniziano le sue prime apparizioni televisive nelle trasmissioni di Rai 1 Per tutta la vita, In bocca al lupo! e Domenica In.
Nel 2002 entra a far parte del cast dei Fatti vostri, proponendo il suo oroscopo, e dal 2003 al 2019 illustra la sua classifica nella trasmissione della domenica mattina di Rai 2 Mezzogiorno in famiglia.
Nel 2006 ha interpretato sé stesso prestando la voce all'oroscopo in radio nella serie TV L'ispettore Coliandro.
Nel 2014 ha interpretato sé stesso nel film di Natale Ma tu di che segno 6?. Nel marzo 2017 partecipa come ballerino per una notte alla trasmissione Ballando con le stelle, condotta da Milly Carlucci.

## Filmografia
- L'ispettore Coliandro – serie TV, episodi 1x02-1x03-1x04 (2006)
- Ma tu di che segno 6?, regia di Neri Parenti (2014)
- Natale a Roccaraso, regia di Mauro Russo (2018)

## Programmi televisivi
- Villaggio Party (Odeon, 1987-1988)
- Per tutta la vita (Rai 1, 1997-2000, 2002)
- In bocca al lupo! (Rai 1, 1998-2000)
  -  In bocca al lupo 1999! - Speciale Oroscopo (Rai 1, 1998) 
  -  In bocca ai lupi! (Rai 1, 1999) 
  -  Caccia al lupo (Rai 1, 1999) 
  -  In bocca al lupo - L'Oroscopo (Rai 1, 1999-2000) 
  -  2000 In bocca al lupo (Rai 1, 1999)
- Domenica in (Rai 1, 2000-2002)
  -  2002 In (Rai 1, 2002)
- Aspettando Cominciamo bene (Rai 3, 2001-2002)
- I fatti vostri (Rai 2, 2002-2003, dal 2009)
  -   I fatti vostri- Speciale Oroscopo (Rai 2, 2009-2011)
- Piazza Grande (Rai 2, 2003-2008)
  -  Piazza Grande - Speciale Oroscopo (Rai 2, 2005-2007)
- Mattina in Famiglia (Rai 2, 2003-2004, 2008-2009)
  -  San Valentino in Famiglia (Rai 2, 2003) 
  -  Oroscopo in Famiglia (Rai 2, 2003-2004, 2008)
- Mezzogiorno in famiglia (Rai 2, 2003-2019)
- Affari tuoi - Lotteria Italia (Rai 1, 2016-2017, 2024)
- Soliti ignoti - Lotteria Italia (Rai 1, 2018-2023)

## Radio
- Latte e Stelle (Radio Latte e Miele, dal 1997)

## Opere

### Libri
- Previsioni astrologiche 1997, Torino, Edizioni Cioè, 1996.
- Astrotest. Conosci te stesso e il tuo futuro con le chiavi di una nuova astrologia, Roma, L'Airone, 1998. ISBN 88-7944-332-1.
- L'oroscopo 2008, Milano, Cairo, 2007. ISBN 978-88-6052-137-8; ISBN 978-88-6052-138-5.
- L'oroscopo 2009, Milano, Cairo, 2008. ISBN 978-88-6052-191-0; ISBN 978-88-6052-192-7.
- L'oroscopo dell'amore. Le stelle rispondono alle domande del cuore, Milano, Cairo, 2009. ISBN 978-88-6052-230-6.
- L'oroscopo 2010, Milano, Cairo, 2009. ISBN 978-88-6052-254-2; ISBN 978-88-6052-255-9.
- L'oroscopo 2011, Milano, Cairo, 2010. ISBN 978-88-6052-312-9; ISBN 978-88-6052-313-6.
- L'oroscopo 2012, Milano, Cairo, 2011. ISBN 978-88-6052-392-1; ISBN 978-88-6052-393-8.
- Astrotest Ed. Economica, Bologna, L'airone, 2012. ISBN 978-88-7944-948-9
- L'oroscopo 2013, Milano, Cairo, 2012. ISBN 978-88-6052-443-0; ISBN 978-88-6052-444-7.
- L'oroscopo 2014, Milano, Cairo, 2013. ISBN 978-88-6052-517-8; ISBN 978-88-6052-518-5.
- Parlo di te. Domande e risposte astrologiche per scoprire te stesso e gli altri, Milano, Cairo, 2014. ISBN 978-88-6052-543-7.
- L'oroscopo 2015, Milano, Cairo, 2014. ISBN 978-88-6052-563-5.
- L'oroscopo 2016, Milano, Cairo, 2015. ISBN 978-88-6052-629-8.
- L'oroscopo 2017, Milano, Cairo, 2016. ISBN 978-88-6052-738-7.
- L'oroscopo 2018, Milano, Cairo, 2018. ISBN 978-88-6052-835-3.
- L'oroscopo 2019, Milano, Cairo, 2018. ISBN 978-88-6052-915-2.
- L'oroscopo 2020, Milano, Cairo, 2019. ISBN 978-88-3090-042-4.
- Il nuovo oroscopo dell'amore. La risposta delle stelle ai quesiti del cuore, Milano, Cairo, 2020. ISBN 978-88-3090-103-2
- L'oroscopo 2021, Milano, Cairo, 2020. ISBN 978-88-309-0120-9.
- L'oroscopo 2022, Milano, Cairo, 2021. ISBN 978-88-309-0189-6.
- L'oroscopo 2023, Milano, Cairo, 2022. ISBN 978-88-309-0244-2.
- L'oroscopo 2024, Milano, Cairo, 2023. ISBN 978-88-309-0366-1.